# Dyster fränskivling
Dyster fränskivling (Hebeloma sordescens) är en svampart som beskrevs av Vesterh. 1989. Enligt Catalogue of Life ingår Dyster fränskivling i släktet fränskivlingar, och familjen Strophariaceae, men enligt Dyntaxa är tillhörigheten istället släktet fränskivlingar, och familjen buktryfflar. Arten är reproducerande i Sverige. Inga underarter finns listade i Catalogue of Life.